# Ligne de Saint-Germain-Grande-Ceinture à Saint-Germain-en-Laye
La ligne de Saint-Germain-Grande-Ceinture à Saint-Germain-en-Laye est une ligne disparue de chemin de fer française d'une longueur de 2,8 km, reliant la gare de Saint-Germain-en-Laye-Grande-Ceinture à la gare de Saint-Germain-en-Laye, dans le département des Yvelines en région Île-de-France. Elle constituait la ligne 976 000 du réseau ferré national.
Elle a servi de terrain d'essai aux premières circulations sous traction électrique menées par la Compagnie des chemins de fer de l'Ouest de 1895 à 1900.

## Histoire
La loi du 17 juillet 1879 (dite plan Freycinet) portant classement de 181 lignes de chemin de fer dans le réseau des chemins de fer d’intérêt général retient en n° 34, une ligne de « raccordement entre la ligne de Grande-Ceinture, à Saint-Germain-en-Laye, et la gare actuelle de Saint-Germain-en-Laye », ouverte en 1847.
Le raccordement est conçu avec le projet de réalisation du tronçon occidental de la ligne de la grande ceinture de Paris entre Versailles-Chantiers et Achères. Il est présenté comme possédant avant tout un intérêt stratégique, permettant un débouché de la ceinture vers Paris. Il peut accessoirement servir pour faciliter les relations entre Saint-Germain-en-Laye et Versailles. La ligne est déclarée d'utilité publique à titre de ligne d'intérêt général le 21 février 1880,. Construite par l'État et longue de 2,8 kilomètres, elle est ouverte à l'exploitation le 30 novembre 1882, deux mois après la ligne de ceinture entre Versailles et Achères et uniquement pour le service des voyageurs. La ligne est cédée par l'État à la Compagnie des chemins de fer de l'Ouest par une convention signée entre le ministre des Travaux publics et la Compagnie le 17 juillet 1883. Cette convention est approuvée par une loi le 20 novembre suivant.
À la fin du XIXe siècle, l'organisation d'une nouvelle exposition universelle dans la capitale en 1900 justifie le prolongement de deux lignes de chemin de fer le long de la Seine dans Paris pour la desservir. Tandis que la Compagnie du chemin de fer de Paris à Orléans (PO) envisage d'électrifier sa nouvelle ligne partiellement souterraine desservant la gare d'Orsay depuis la gare d'Orléans (actuelle gare d'Austerlitz), la Compagnie de l'Ouest s'intéresse également à ce nouveau mode de traction, qui résoudrait la problématique de son nouveau tronçon souterrain créé entre le Champ de Mars et les Invalides, et dont les voyageurs s'accommoderaient mal des fumées produites par la traction vapeur. Le raccordement de Saint-Germain-en-Laye, peu fréquenté par les voyageurs et avec son profil accidenté est alors choisi comme terrain d'essai pour les premières circulations sous traction électrique menées par la Compagnie.
Un rail de contact est installé au centre de la voie et est alimenté par une usine électrique produisant du courant continu à 400 volts. Mais rapidement, ce rail est déplacé latéralement, sa position axiale étant à l'origine de courts-circuits en raison des projections d'eau produites par les locomotives à vapeur qui circulent également sur la ligne, mais également par les attelages qui entrent accidentellement en contact. Trois locomoteurs expérimentaux sont mis à l'essai en 1899 sous la direction de l'ingénieur du matériel Natalis Mazen : deux de type 0D0 à quatre essieux rigides, utilisant les moteurs de traction de la locomotive prototype thermo-électrique Heilmann, et un de type BB à deux bogies. Mais en septembre 1899, une grave avarie aux chaudières de la génératrice interrompt définitivement l'expérimentation. Elle est toutefois concluante pour la compagnie, qui met en œuvre la traction électrique sur la ligne des Invalides à Versailles-Rive-Gauche dès son ouverture à partir d'avril 1900.
En 1927, la ligne est de nouveau électrifiée par troisième rail sous 650 V, dans le prolongement de la ligne de Paris-Saint-Lazare à Saint-Germain-en-Laye. Des navettes électriques sont mises en circulation et assurent la correspondance avec les trains de la Grande Ceinture. Jamais ouverte au service des marchandises, la ligne est fortement concurrencée par les services urbains d'autobus en plein développement, mais également par le déclin du trafic de voyageurs sur la ligne de Grande Ceinture. Elle est finalement fermée au trafic le 3 octobre 1936, puis déferrée après la Libération.
Le projet de ligne 13 du tramway d'Île-de-France (ex-projet Tangentielle Ouest), reliant Saint-Cyr-l'École à Saint-Germain-en-Laye pour l'essentiel par la ligne de Grande Ceinture et dont l'achèvement de la phase 1 aura lieu mi-2022, reprend l'idée d'une liaison ferrée entre les deux gares. Mais cette relation sera assurée par tram-train en mode urbain et le tracé retenu, bien qu'il en soit très proche, ne réutilise aucun tronçon des emprises ferroviaires abandonnées.

## Tracé
À environ six cents mètres au nord de la gare de Saint-Germain-en-Laye-Grande-Ceinture, la ligne se débranche de la ligne de la grande ceinture de Paris et s'incurve vers l'est, à travers la forêt de Saint-Germain-en-Laye. Elle franchit à niveau la route départementale 190 avant de frôler le sud du champ de manœuvre, devenu depuis le camp des Loges, et de s'orienter progressivement vers le sud-est. Elle traverse le futur emplacement du centre d'entraînement du Paris Saint-Germain (PSG). La ligne franchit alors deux routes par un passage supérieur avant de s'orienter franchement vers le sud et de repénétrer dans le tissu urbain de la commune. Elle pénètre alors sous la terrasse du château, bientôt rejointe à l'est par les voies de la ligne de Paris-Saint-Lazare à Saint-Germain-en-Laye, et rejoint la gare de Saint-Germain-en-Laye, son terminus en impasse.